# Hoya ovalifolia
Hoya ovalifolia är en oleanderväxtart som beskrevs av Robert Wight och Arnott. Hoya ovalifolia ingår i släktet Hoya och familjen oleanderväxter. Inga underarter finns listade i Catalogue of Life.